# پتار گابرووسکی
پتار گابرووسکی (انگلیسی: Petar Gabrovski؛ ۹ ژوئیهٔ ۱۸۹۸ – ۱ فوریهٔ ۱۹۴۵) یک سیاست‌مدار و وکیل اهل بلغارستان بود.